# Kuyteav

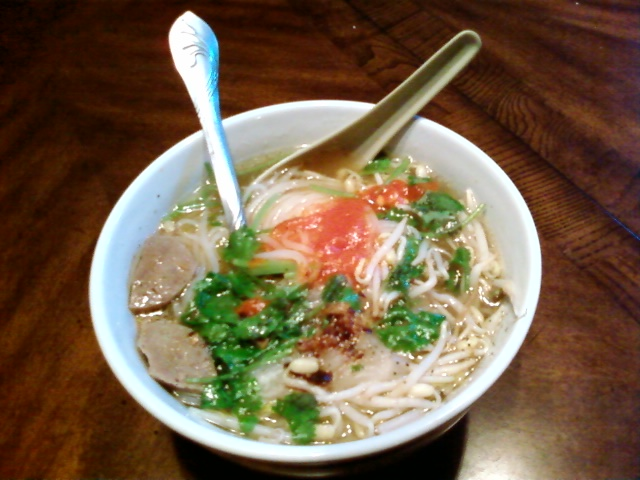
Un cuenco de kuyteav.

El kuyteav (jémer: គុយទាវ) es una popular sopa de fideos camboyana consistente normalmente en fideos de arroz y caldo de cerdo, entre otros ingredientes. El kuyteav fue llevado originalmente a Camboya por los colonos chinos que se asentaron en la región. Suele comerse con una salsa sriracha picante y una salsa hoisin dulce.
En Vietnam el plato se conoce como hủ tiếu.
La versión de Phnom Penh se llama kuyteav Phnom Penh en camboyano y hủ tiếu Nam Vang en vietnamita (Nam Vang es un antiguo nombre vietnamita para Phnom Penh). En Vietnam también se consume ampliamente el hủ tiếu Mỹ Tho, originario de Mỹ Tho.